# 木下利貞
木下 利貞（きのした としさだ）は、備中国足守藩4代藩主。足守藩木下家5代。官位は従五位下、淡路守。

## 経歴
寛文元年（1661年）末に父が死去し、翌年2月に家督を継いだ。小豆島の検地を行なうなどの功を挙げている。延宝7年（1679年）4月16日に死去した。享年53。法号は慈光院乾徳利貞大居士。跡を長男の公定が嗣いだ。

## 系譜
- 父：木下利当（1603-1662）
- 母：木下延俊の娘
- 正室：金森重頼の娘
  - 長男：木下㒶定（1653-1731）
- 生母不明の子女
  - 男子：金森藤栄
  - 四男：木下利安（1668-1747） - 木下㒶定の養子
  - 女子：平野長政継室
  - 女子：遠山友貞継室